# Teoria dei giochi linguistici
La teoria dei giochi linguistici è stata elaborata da Ludwig Wittgenstein nelle Ricerche filosofiche (1953), capovolgendo completamente la visione del linguaggio espressa in una delle sue precedenti pubblicazioni Tractatus logico-philosophicus (1921).
Ad una visione del linguaggio, "specchio del mondo", "immagine della realtà" (teoria dell'immagine) se ne sostituisce una in cui il carattere denotativo del linguaggio è solo una delle tante sue funzioni, dei suoi impieghi, è soltanto uno degli infiniti giochi linguistici. Creare nuovi linguaggi equivale a creare nuove "forme di vita". Ciò che conta infatti è l'uso che del linguaggio si fa, è questo il suo significato, non ha quindi senso studiare i fenomeni linguistici in modo generale e generalizzante prescindendo dagli infiniti usi possibili delle parole e considerando solo i nomi come, secondo Wittgenstein, aveva fatto Agostino pensando "ai rimanenti tipi di parole come a qualcosa che si accomoderà".

## Descrizione
A prescindere dalla concezione wittgensteiniana del significato come uso, troviamo anche una dottrina più direttamente linguistica. 
Al principio delle Ricerche filosofiche, Wittgenstein asserisce che quasi mai le parole funzionano come nomi, ovvero come etichette che incolliamo in modo rigido ed univoco sugli oggetti. Se le cose stessero sempre in questi termini, i problemi della definizione e della comunicazione espressiva risulterebbero molto più difficili: ma le cose non stanno così. Sia nel linguaggio scientifico sia (e in misura ancora maggiore) in quello ordinario, le parole si configurano piuttosto come mobili costrutti, come fluidi strumenti il cui significato muta in rapporto alle funzioni specifiche cui sono destinati. Ed è proprio la funzione, la funzione pratica del linguaggio, che deve essere concepita in maniera totalmente innovativa: una maniera non più univoca, ma pluralistica. In effetti, come sottolinea con particolare energia Wittgenstein (in un'evidente prospettiva autocritica rispetto a certe tesi del Tractatus), lo scopo degli enunciati linguistici non è solo quello di raffigurare il mondo o di descriverlo: 
(L. Wittgenstein, Ricerche filosofiche, par. 26.)
È anche per rispondere a questa domanda che Wittgenstein propone di considerare tra i compiti primari dell'analisi filosofico-linguistica quello di individuare le varie funzioni svolte dall'attività del linguaggio. Mentre la teoria tratteggiata nel Tractatus assolutizzava in qualche maniera la funzione raffigurativo-denominativa, ora il "nuovo" Wittgenstein sostiene invece che «con le nostre proposizioni noi facciamo le cose più diverse» . Un celebre esempio addotto nelle Ricerche filosofiche riguarda il linguaggio esclamativo. Wittgenstein menziona le seguenti esclamazioni: 
È evidente che queste locuzioni adempiono a compiti espressivi che nulla hanno a che fare con la funzione denominativa: le prime di esse esprimono un'invocazione, le seconde un ordine (o una "preghiera"), la terza un lamento, e così via. Il che dimostra, appunto, per riprendere un'espressione di Wittgenstein poc'anzi citata, che col linguaggio noi letteralmente "facciamo le cose più diverse". 
A queste cose, o, meglio, a queste attività, Wittgenstein ha dato il nome di giochi linguistici, espressione con la quale egli intendeva (probabilmente) sottolineare, da un lato, il carattere sociale e artificiale (nel senso, non negativo, di non-naturale, di elaborato culturalmente dall'uomo) dell'agire linguistico, e dall'altro lato il fatto che questo agire, nonostante la sua apparente gratuità e la sua relativa imprevedibilità, ha determinati fini ad esso immanenti, e soprattutto rispetta (come tutti i giochi) determinate regole. Ed è proprio laddove impiega la nuova definizione del fatto linguistico come gioco che Wittgenstein torna a sottolineare in modo molto efficace il fondamentale principio della pluralità delle funzioni linguistiche e degli asserti proposizionali: 
(L. Wittgenstein, cit., par. 23.)